# Isobel Black
Isobel Black (* 15. Dezember 1943 in Edinburgh) ist eine schottische Schauspielerin, international bekannt für ihre Rollen in zwei Filmen der britischen Hammer Produktionsgesellschaft.

## Leben
Isobel Black ist die Tochter der Schauspielerin Ann Brooke und des Drehbuchautors Ian Stuart Black. Die Unterhaltungsindustrie war von Anfang an ein Teil von Isobel Blacks Leben, bereits mit 15 Jahren begann sie selbst mit der Schauspielerei und trat in Episoden der Fernsehserien Invisible Man und Sir Francis Drake der Produktionsgesellschaft ITC auf, für die ihr Vater die Drehbücher überarbeitete. Die guten Beziehungen ihrer Familie verhalfen ihr auch zu einer Rolle am Regent’s Park Open Air Theatre, und zwar als Miranda in William Shakespeares Der Sturm, bei dem ein Freund der Familie als Produzent fungierte.
In den folgenden Jahren verhalfen ihr viele kleinere Rollen im Fernsehen zu einer gewissen Bekanntheit in Großbritannien. 1962 war es dann die wiederkehrende Rolle in der Krankenhausserie Emergency Ward 10 als Lucy Marsden, die Hammer auf sie aufmerksam machte. Sie bekam die Rolle der Tanja in dem 1963 erschienenen Der Kuss des Vampirs.
Black spielte weiterhin regelmäßig in Fernsehrollen, z. B. in einer Folge von Mit Schirm, Charme und Melone und 1967 in der Rolle der Eileen O’Rourke in Troubleshooters. Dies war die Rolle, mit der sie in ihrem Heimatland die größte Bekanntheit erlangte. Während der Dreharbeiten lernte sie den Regisseur und Produzenten James Gatward kennen, den sie im September 1969 heiratete.
1971 spielte sie die Rolle der Ingrid Hoffer in Draculas Hexenjagd. Auch wenn es sich um eine kleine Rolle handelte, so ist diese, da bereits ihre zweite Hammer Produktion, für ihren heutigen Kultstatus als „Hammer Hottie“ verantwortlich.
1970 spielte Isobel Black die Rolle der Margaret Trelawny in der Episode The Curse of the Mummy der Fernsehserie Mystery and Imagination, die auf dem Roman Die sieben Finger des Todes (Originaltitel: Jewel of the Seven Stars) von Bram Stoker basiert. Sie spielt eine Doppelrolle als Reinkarnation einer ägyptischen Prinzessin. Zufällig produzierte Hammer gleichzeitig den Film Das Grab der blutigen Mumie, der auf derselben Vorlage beruht. In der Version von Hammer spielt Valerie Leon Blacks Rolle.
In den siebziger Jahren nahm Black eine Auszeit von der Schauspielerei und bekam drei Töchter. Da sie zu dieser Zeit gemeinsam mit ihrem Vater und Ehemann Sendungen fürs Fernsehen produzierte, nutzte sie die Gelegenheit und unternahm ausgiebige Reisen mit ihrer Familie, um im Ausland für Investitionen zu werben. Selten übernahm sie selbst eine Rolle in einer dieser Produktionen.
In den achtziger Jahren trat sie wieder häufiger im Fernsehen auf, jedoch nicht mehr so erfolgreich wie in früheren Jahren. Ihre bisher letzte Rolle spielte sie als Tante Jane in der Serie The Castle of Adventure.
Nach einer langen Pause arbeitete Black 2004 an einer Radiosendung der BBC mit.

## Filmografie

### Film (Auswahl)
- 1967: The Magnificent Two
- 1963: Der Kuss des Vampirs (The Kiss of the Vampire)
- 1971: Draculas Hexenjagd (Twins of Evil)
- 1971: John Christie, der Frauenwürger von London (10 Rillington Place)

### Fernsehen (Auswahl)
- 1962: Emergency-Ward 10 (Fernsehserie, 13 Folgen)
- 1967: The Troubleshooters (Fernsehserie, 16 Folgen)
- 1965: Mit Schirm, Charme und Melone (The Avengers, Fernsehserie, Folge 4x14 Tödlicher Staub)
- 1970: Mystery and Imagination (Fernsehserie, Folge 5x03 The Curse of the Mummy)
- 1974: Die Überlebenden der Mary Jane (Castaway, Fernsehserie)